# Léon Rousseau
Pour les articles homonymes, voir Rousseau.
Léon Rousseau, né le 29 novembre 1816 à Pontoise et mort le 5 juillet 1883 à Paris, est un peintre français.

## Biographie
Thomas Léon Rousseau est le fils de Jacques Rousseau, architecte, et de Jeanne Gabrielle Supply.
Élève d'Eugène Ciceri et d'Édouard Pingret, il expose au Salon de 1849 à 1881.
En 1842, il épouse à Vilbert, Louise Euphrosine Meunier. Veuf, il épouse en secondes noces, en 1859, Marie Louise Amélie Dedde. Leurs enfants Léonie et Emmanuel seront peintres également.
Il meurt à son domicile de la rue Blomet, à l'âge de 65 ans. Il est inhumé le 7 juillet 1883 au cimetière du Père-Lachaise.
Léon Rousseau est surtout reconnu à  son époque comme peintre de fleurs et de natures mortes, même s'il lui arrivera de peindre quelques portraits. Par ailleurs, il participera en 1862, avec d'autres artistes, à  la décoration du Grand Hôtel de la Paix à Paris (aujourd'hui InterContinental Paris Le Grand), se consacrant plus particulièrement à celle du Café.

## Œuvres
- Fleurs et fruits, au Salon de 1849
- Nature morte, au Salon de 1849
- Nature morte, au Salon de 1850
- Fruits et fleurs, au Salon de 1850
- Étude de fleurs, au Salon de 1850
- "Le héron blessé" au Salon de 1850
- Fruits, au Salon de 1852
- Fleurs d'automne, au Salon de 1852
- "Nature morte aux fruits et au perdreau gris", 1852
- Groupe d'orchidées, au Salon de 1853
- Nature morte, au Salon de 1853
- "Le corbeau et le renard", 1853,  musée Jean de la Fontaine - Château-Thierry
- "Les deux pigeons", 1853, musée Jean de la Fontaine - Château-Thierry
- "Le héron", 1853, musée Jean de la Fontaine - Château-Thierry
- "Le lièvre et la sarcelle", 1853, musée Jean de la Fontaine - Château-Thierry
- "La dinde", 1854, musée d'Angers
- "Portrait d'Adèle Henriette Halma", 1855, coll.par.
- Fleurs et fruits, au Salon de 1855
- Le déjeuner ; souvenir du jardin des Tuileries, au Salon de 1855
- "Jeté de roses à la mésange", 1856, coll. par.
- "Composition aux roses trémières", 1856
- Fleurs, au Salon de 1857
- Nature morte, au Salon de 1857
- "Nature morte aux fleurs", 1858
- Fleurs et fruits, au Salon de 1859
- Le rossignol et le paon, au Salon de 1859
- Groupe de gibier ; nature morte, au Salon de 1861
- Le rêve de Henri IV, au Salon de 1861
- L'échelle du crime, au Salon de 1861
- "Nature morte au gibier", 1863, musée Crozatier - Le Puy-en-Velay
- Fleurs de printemps, au Salon de 1864, pastel
- Fleurs d’automne, au Salon de 1864
- Le dessus du panier, au Salon de 1864
- Mon cœur balance, au Salon de 1865
- Nature morte, au Salon de 1865
- Un faisan, au Salon de 1866
- Une fleur, au Salon de 1866
- "Bouquet de fleurs", 1866
- Pivoines, au Salon de 1867
- Une future gibelotte ; nature morte, au Salon de 1868
- A Sa Majesté l'impératrice, la ville d’Amiens reconnaissante ; souvenir de la journée du 4 juillet 1866, au Salon de 1868
- Souvenir de Fontainebleau ; fruits, au Salon de 1869
- Splendeur et modestie, fleurs, au Salon de 1869, pastel
- "Boîte à bijoux", 1870
- "Bouquet de roses thé au vase de Chine", 1876
- "Dans l'écurie du sultan", 1876
- Le temps, au Salon de 1877
- "Souvenir", 1880,  dessin
- Nature morte, au Salon de 1881
- Une future gibelotte, au Salon de 1881
- "Nature morte aux fleurs", 1893,